# Pjetër Spani
Pjetër Spani, 1430–1457, var en albansk adelsman och en av grundarna av Lezhaförbundet. Han var herre över Shala, Shoshi, Nikaj-mërtur och Pult nära Shkodra. 
Pjetër Spani kom från Spanifamiljen som var av grekiskt ursprung. Spani överlevde kriget men var tvungen och ge sin mark till osmanska riket. 